# Ентоні Вілдінґ
Ентоні Вілдінґ (англ. Anthony Wilding; 31 жовтня 1883 — 9 травня 1915) — новозеландський тенісист.
Найвищу одиночну позицію світового рейтингу — 1 місце досяг 1911 року (за даними ITHF).
Здобув 123 одиночні титули.
Перемагав на турнірах Великого шолома в одиночному та парному розрядах.

## Фінали основних турнірів

### Турніри Великого шлему в одиночному розряді
| Результат | Рік  | Турнір                | Покриття | Суперник              | Рахунок                 |
| --------- | ---- | --------------------- | -------- | --------------------- | ----------------------- |
| Перемога  | 1906 | Чемпіонат Австралазії | Трава    | Френсіс Фішер         | 6–0, 6–4, 6–4           |
| Перемога  | 1909 | Чемпіонат Австралазії | Трава    | Ерні Паркер           | 6–1, 7–5, 6–2           |
| Перемога  | 1910 | Вімблдонський турнір  | Трава    | Артур Ґор             | 6–4, 7–5, 4–6, 6–2      |
| Перемога  | 1911 | Вімблдонський турнір  | Трава    | Герберт Ропер-Барретт | 6–4, 4–6, 2–6, 6–2 ret. |
| Перемога  | 1912 | Вімблдонський турнір  | Трава    | Артур Ґор             | 6–4, 6–4, 4–6, 6–4      |
| Перемога  | 1913 | Вімблдонський турнір  | Трава    | Моріс Мак-Лафлін      | 8–6, 6–3, 10–8          |
| Поразка   | 1914 | Вімблдонський турнір  | Трава    | Норман Брукс          | 4–6, 4–6, 5–7           |

### Чемпіонати світу в одиночному розряді
| Результат | Рік  | Турнір                                      | Покриття | Суперник                    | Рахунок            |
| --------- | ---- | ------------------------------------------- | -------- | --------------------------- | ------------------ |
| Перемога  | 1913 | Чемпіонат світу з тенісу на твердих кортах  | Ґрунт    | Андре Ґобер                 | 6–3, 6–3, 1–6, 6–4 |
| Перемога  | 1913 | Чемпіонат світу з тенісу на закритих кортах | Дерево   | Моріс Жермо                 | 5–7, 6–2, 6–3, 6–1 |
| Перемога  | 1914 | Чемпіонат світу з тенісу на твердих кортах  | Ґрунт    | Людвіґ фон Зальм-Гоґштратен | 6–0, 6–2, 6–4      |

## Часовий графік результатів
| W | Ф | ПФ | ЧФ | #Р | КТ | К# | DNQ | A | NH |

Для турнірів з раундом виклику: (WC) виграв; (CR) програв у раунді виклику; (ФA) all comers' finalist
|                                        | 1904                   | 1905                   | 1906                   | 1907                   | 1908                   | 1909                   | 1910                   | 1911                   | 1912                   | 1913                   | 1914                   | SR     | W–L  | Перемога % |
| Турніри Великого шлему                 | Турніри Великого шлему | Турніри Великого шлему | Турніри Великого шлему | Турніри Великого шлему | Турніри Великого шлему | Турніри Великого шлему | Турніри Великого шлему | Турніри Великого шлему | Турніри Великого шлему | Турніри Великого шлему | Турніри Великого шлему | 6 / 12 | 30–6 | 83.3       |
| -------------------------------------- | ---------------------- | ---------------------- | ---------------------- | ---------------------- | ---------------------- | ---------------------- | ---------------------- | ---------------------- | ---------------------- | ---------------------- | ---------------------- | ------ | ---- | ---------- |
| Відкритий чемпіонат Франції з тенісу   | не проводили           | не проводили           | не проводили           | не проводили           | не проводили           | не проводили           | не проводили           | не проводили           | не проводили           | не проводили           | не проводили           | 0 / 0  | 0–0  | –          |
| Вімблдонський турнір                   | 2р                     | ЧФ                     | ПФ                     | 2р                     | ЧФ                     |                        | WC                     | WC                     | WC                     | WC                     | CR                     | 4 / 10 | 23–6 | 79.3       |
| Відкритий чемпіонат США з тенісу       |                        |                        |                        |                        |                        |                        |                        |                        |                        |                        |                        | 0 / 0  | 0–0  | –          |
| Відкритий чемпіонат Австралії з тенісу | NH                     |                        | П                      |                        |                        | П                      |                        |                        |                        |                        |                        | 2 / 2  | 7–0  | 100.0      |
| В-П                                    | 1–1                    | 3–1                    | 7–1                    | 1–1                    | 3–1                    | 4–0                    | 8–0                    | 1–0                    | 1–0                    | 1–0                    | 0–1                    |        |      |            |

## Рекорди

### За весь час
| Турнір      | Починаючи з | Встановлений рекорд                                             | З ким ділить |
| ----------- | ----------- | --------------------------------------------------------------- | ------------ |
| Всі турніри | 1877        | 114 здобутих за кар'єру титулів на відкритих кортах (1900–1915) | Род Лейвер   |
| Всі турніри | 1877        | 23 здобуті титули за один сезон (1906)                          | Одноосібно   |
| Всі турніри | 1877        | 19 титулів поспіль (1913–1914)                                  | Білл Тілден  |
| Всі турніри | 1877        | 91.77% (636–57) відсоток виграних за кар'єру матчів             | Одноосібно   |
| Всі турніри | 1877        | 92.46% (564–46) відсоток виграних на відкритих кортах матчів    | Одноосібно   |
| Всі турніри | 1877        | 96.01% (313–13) відсоток виграних на ґрунтових кортах матчів    | Одноосібно   |
| Всі турніри | 1877        | 120 поспіль виграшів на ґрунтових кортах (1910–1914)            | Одноосібно   |
| Всі турніри | 1877        | 22 здобутих поспіль титулів на ґрунтових кортах (1912–1914)     | Одноосібно   |

## Нотатки
1. ↑  Від 1913 до 1923 року Вімблдон був знаний ще й як Чемпіонат світу на трав'яному корті, який проводився під егідою Міжнародної федерації тенісу
2. ↑  Від 1913 до 1923 року Вімблдон був знаний ще й як Чемпіонат світу на трав'яному корті, який проводився під егідою Міжнародної федерації тенісу
3. ↑  Від 1913 до 1923 року Вімблдон був знаний ще й як Чемпіонат світу на трав'яному корті, який проводився під егідою Міжнародної федерації тенісу